# 黑色 (紋章學)

德國許克爾霍芬徽章使用了黑色

在紋章學中，黑色（sable） (/ˈseɪbəl/) 是常用顏色之一，其語源來自於紫貂。黑色有時在紋章學中有鑽石的寓意，有時有土星的寓意。